# Кинг, Джош
Джошуа Дэвид Стивен Кинг (англ. Joshua David Steven King; родился 3 января 2007) — английский футболист, полузащитник клуба «Фулхэм».

## Клубная карьера
Джош Кинг — воспитанник «Фулхэма», в январе 2024 года подписал свой первый профессиональный контракт с клубом. 27 августа 2024 года дебютировал за основной состав «дачников», выйдя на замену в матче Кубка лиги против «Бирмингем Сити». 5 декабря 2024 года вышел на замену в матче против клуба «Брайтон энд Хоув Альбион», дебютировав в Премьер-лиге. 22 декабря 2024 года Кинг впервые вышел в стартовом составе «Фулхэма» на матч чемпионата против «Саутгемптона», став лучшим игроком встречи.

## Карьера в сборной
Выступал за сборные Англии до 15, до 16, до 17, до 18 и до 19 лет.